# Analisi top down
Nella progettazione si procede per passi, per raffinamenti successivi, ponendo l'attenzione prima sui punti fondamentali. Questo modo di procedere viene detto top-down, cioè da cima a fondo (o dal generale al particolare). La metodologia top-down è una metodologia di analisi dei problemi che si affianca alla metodologia bottom-up, che parte invece dai particolari per poi combinare insieme le varie parti (strategia induttiva).

## Caratteristiche dell'analisitop-down
La soluzione di un problema complesso può essere descritta attraverso istruzioni generiche, descritte più in dettaglio in passi successivi.
In pratica per risolvere un problema lo si può dividere in sottoproblemi più semplici.
Ogni sottoproblema deve essere descritto in seguito in modo dettagliato e, se è complesso, può a sua volta essere suddiviso ulteriormente in sottoproblemi.
Questa metodologia permette una maggior astrazione del problema: quando si divide il problema in sottoproblemi ci si disinteressa per il momento di come si risolverà poi ciascun sottoproblema.

## Vantaggi dell'analisitop-down
La metodologia top-down ha molti vantaggi, tra cui:
- permette di semplificare la soluzione del problema, frammentandolo in problemi più semplici;
- permette di partire con la risoluzione intuitiva del problema senza doversi concentrare sui suoi dettagli più difficili;
- per i progetti più piccoli risulta una metodologia naturale che non ingombra oltre il necessario il carico di lavoro concettuale.